# Cancer de piele
Cancerele de piele sunt acele cancere care se dezvoltă din piele. Acestea sunt cauzate de dezvoltarea anormală a celulelor ce au capacitatea de a invada sau de a se împrăștia la nivelul celorlalte părți ale corpului. Există trei tipuri principale: cancerul cu celule bazale (CCB), cancerul cu celule scuamoase (CCS) și melanomul. Primele două, alături de un număr de cancere mai puțin comune, sunt cunoscute drept cancer de piele non-melanom (CPNM).

## Simptome
Cancerul cu celule bazale se dezvoltă încet și poate afecta țesutul din jurul acestuia, dar este puțin probabil să se răspândească în zone îndepărtate sau să ducă la deces. De multe ori, acesta apare ca o excrescență nedureroasă ce poate luci, având mici vase de sânge ce o traversează sau poate apărea ca o excrescență cu ulcer. Cancerul cu celule scuamoase este mai probabil să se răspândească. De obicei, apare sub forma unui nodul dur cu o suprafață solzoasă dar, de asemenea, ar putea forma un ulcer. Melanoamele sunt cele mai agresive. Semnele includ un/o aluniță ce și-a modificat mărimea, forma, culoarea, are margini neregulate, are mai multe culori, este însoțită de o senzație de mâncărime sau sângerează.

## Cauze și diagnostic
Mai mult de 90% dintre cazuri sunt cauzate de expunerea la radiația ultravioletă a soarelui. Expunerea crește riscul apariției celor trei tipuri principale de cancer de piele. Această expunere a crescut parțial din cauza subțierii stratului de ozon. Paturile de bronzare devin o altă sursă comună de expunere la radiațiile ultraviolete. Pentru melanoame și cancere cu celule bazale, expunerea în timpul copilăriei este extrem de dăunătoare. Pentru cancerele cu celule scuamoase, expunerea totală, indiferent când apare, este și mai importantă. Între 20% și 30% dintre melanoame se dezvoltă din alunițe. Persoanele cu pielea deschisă la culoare prezintă un risc mai mare  la fel ca și cei cu un sistem imunitar slăbit din cauza medicației sau a HIV/SIDA. Diagnosticarea se face prin biopsie.

## Prevenire și tratament
Se pare că scăderea expunerii la radiații ultraviolete și folosirea protecției solare sunt metode eficiente de prevenire a melanomului și a cancerului cu celule scuamoase. . Nu este clar dacă protecția solară afectează riscul de a dezvolta un cancer cu celule bazale. Cancerul de piele non-melanom este, de obicei, vindecabil. Tratamentul se face, în general, prin îndepărtare chirurgicală dar poate implica, mai puțin frecvent, terapia cu radiații sau medicamentație topică, precum fluorouracil. Tratamentul melanomului poate implica o combinație de chirurgie, chimioterapie, terapie prin radiații și terapie țintită. La acele persoane a căror boală a ajuns și la celelalte părți ale corpului, îngrijirea paliativă poate fi utilizată pentru a îmbunătăți calitatea vieții. Melanomul are una dintre cele mai mari rate de supraviețuire dintre cancere, de peste 86% la oamenii din Marea Britanie și peste 90% în Statele Unite ale Americii au supraviețuit mai mult de 5 ani.

## Epidemiologie
Cancerul de piele este cea mai comună formă de cancer, la nivel global înregistrându-se mai mult de 40% dintre cazuri. Acesta este comun în special la persoanele cu pielea deschisă la culoare. Cel mai comun tip de cancer de piele este cel non-melanom, ce apare la cel puțin 2-3 milioane de oameni în fiecare an. Aceasta este o simplă estimare, însă nu sunt păstrate statistici exacte. Dintre cancerele de piele non-melanom, aproximativ 80% sunt cancere cu celule bazale și 20% sunt cancere cu celule scuamoase. Cancerele cu celule bazale și scuamoase rareori duc la deces. În Statele Unite ale Americii au fost cauza a mai puțin de 0.1% dintre toate decesele cauzate de cancer. În 2012, la nivel mondial, melanomul a apărut la 232.000 oameni și a dus la 55.000 de decese. Australia și Noua Zeelandă au cele mai mari rate de melanom. Cele trei tipuri principale de cancer de piele au devenit mai comune în ultimii 20-40 de ani, în special în acele zone unde predomină caucaziană.